# J̌ivan Gasparyan
J̌ivan Gasparyan (in armeno Ջիվան Գասպարյան?; in russo Дживан Арамаисович Гаспарян?, Dživan Aramaisovič Gasparjan; Solak, 12 ottobre 1928 – 6 luglio 2021) fu un musicista folk sovietico di etnia armena, noto come «il maestro del duduk».
La sua musica, intensa e virtuosistica, dà conto dell'estrema profondità e complessità delle vicende del duduk.

## Biografia
Il suo primo concerto ebbe luogo nel 1947 a Mosca. In seguito egli raggiunse un'enorme notorietà internazionale grazie anche alla collaborazione con Brian Eno che nel 1988 lo invitò a suonare a Londra. Durante la carriera si esibì anche con Peter Gabriel, Brian May, Lionel Richie, Derek Sherinian, Hans Zimmer, Ludovico Einaudi e Zucchero Fornaciari.
Nel 2010 accompagnò la connazionale Eva Rivas suonando il duduk durante l'esibizione della cantante per l'Armenia all'Eurovision Song Contest 2010 di Oslo.
Gasparyan è morto a 92 anni nel luglio del 2021: l'annuncio del decesso è stato dato dal figlio.